# Östra härads tingslag, Blekinge län
Östra härads tingslag var ett tingslag i Blekinge län i Östra och Medelstads domsaga, före 1937 i  Östra härads domsaga. Tingsplats var i Lyckeby.
Tingslaget bildades 1683 och omfattade Östra härad. Tingslaget upplöstes 31 december 1947 och verksamheten överfördes då till Östra och Medelstads domsagas tingslag.